# Peugeot 307
Peugeot 307 – samochód osobowy klasy kompaktowej produkowany przez francuską markę Peugeot w latach 2001–2011.

## Historia modelu

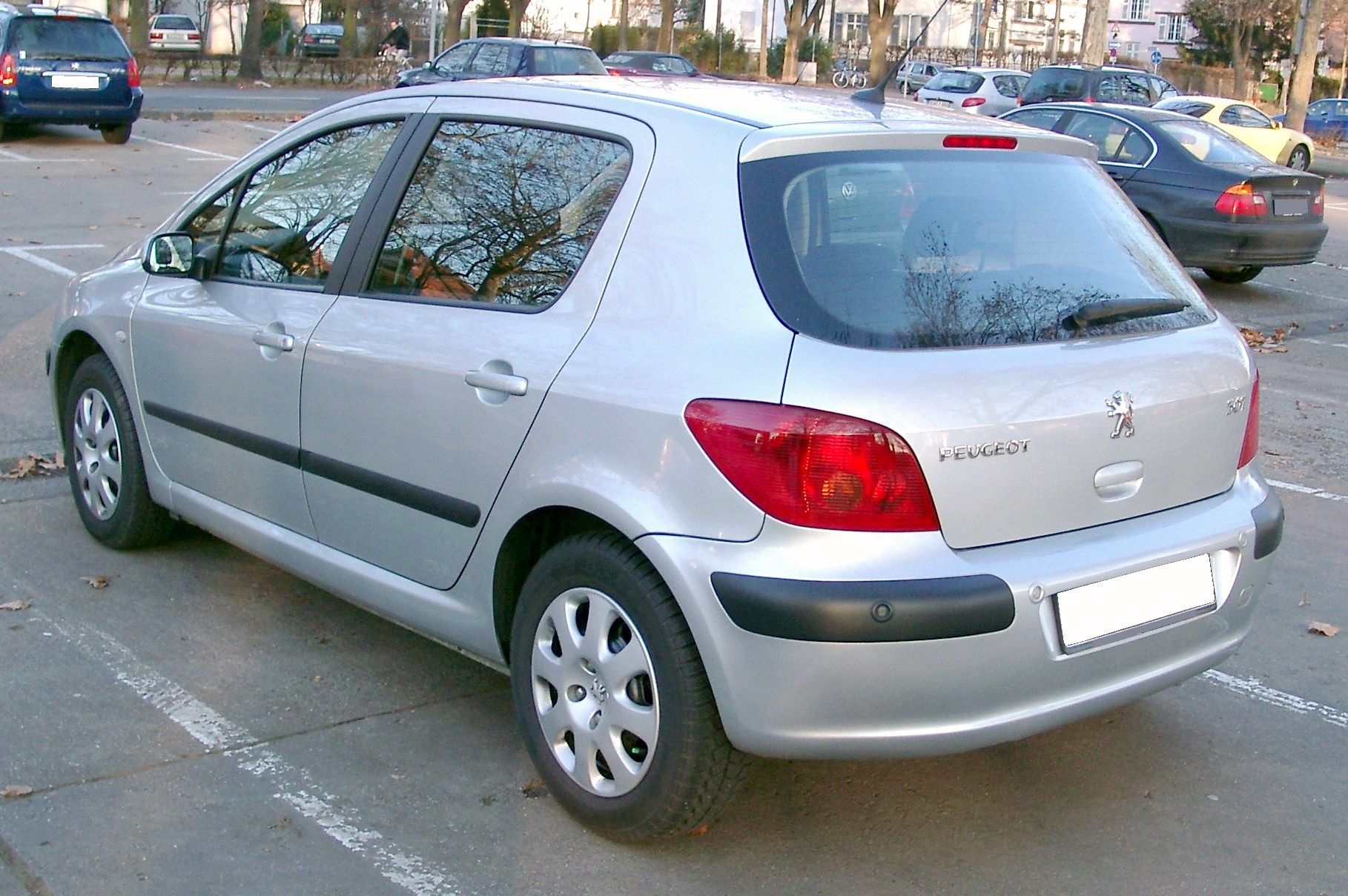
Peugeot 307 - tył

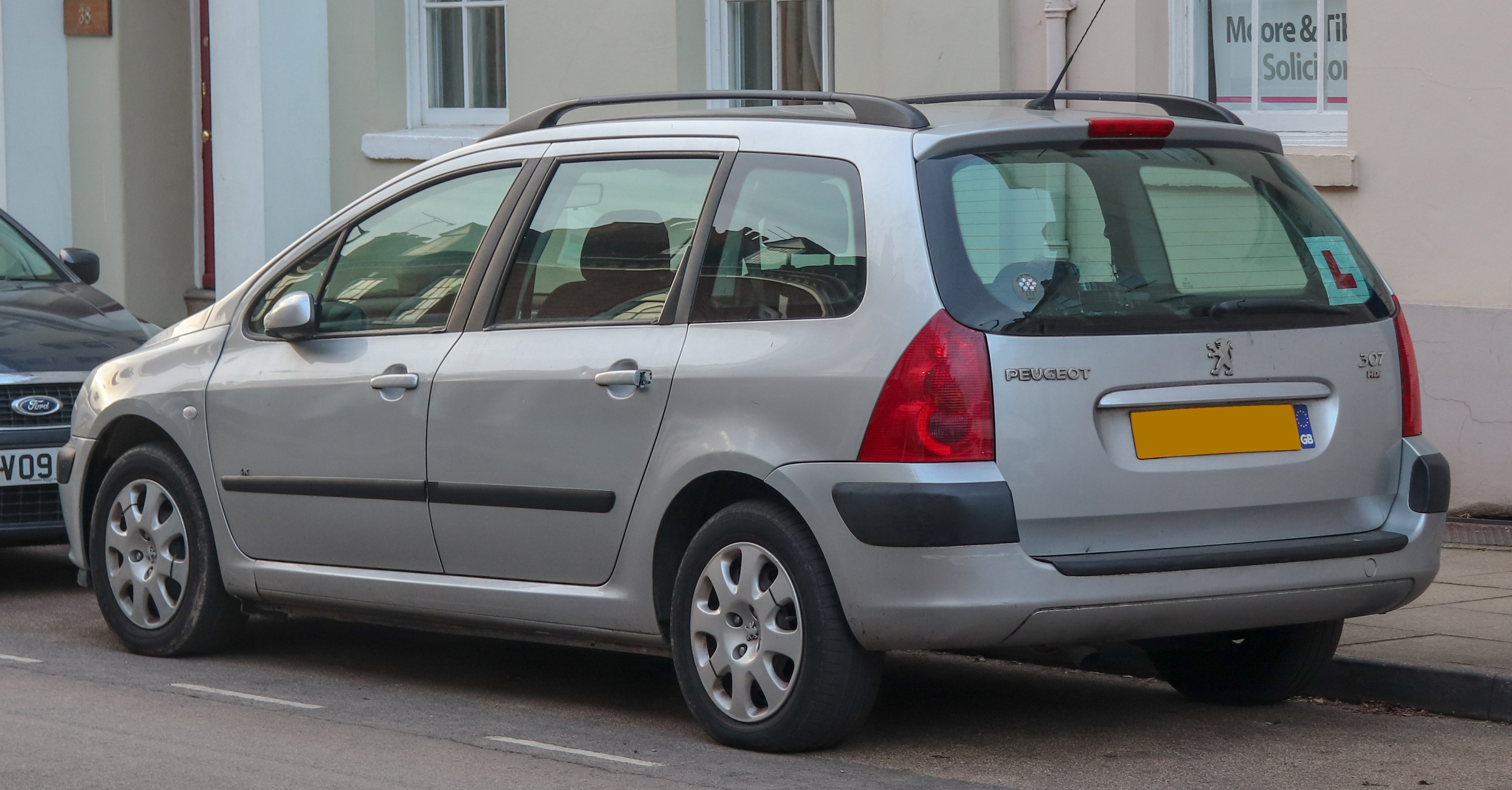
Peugeot 307 Break

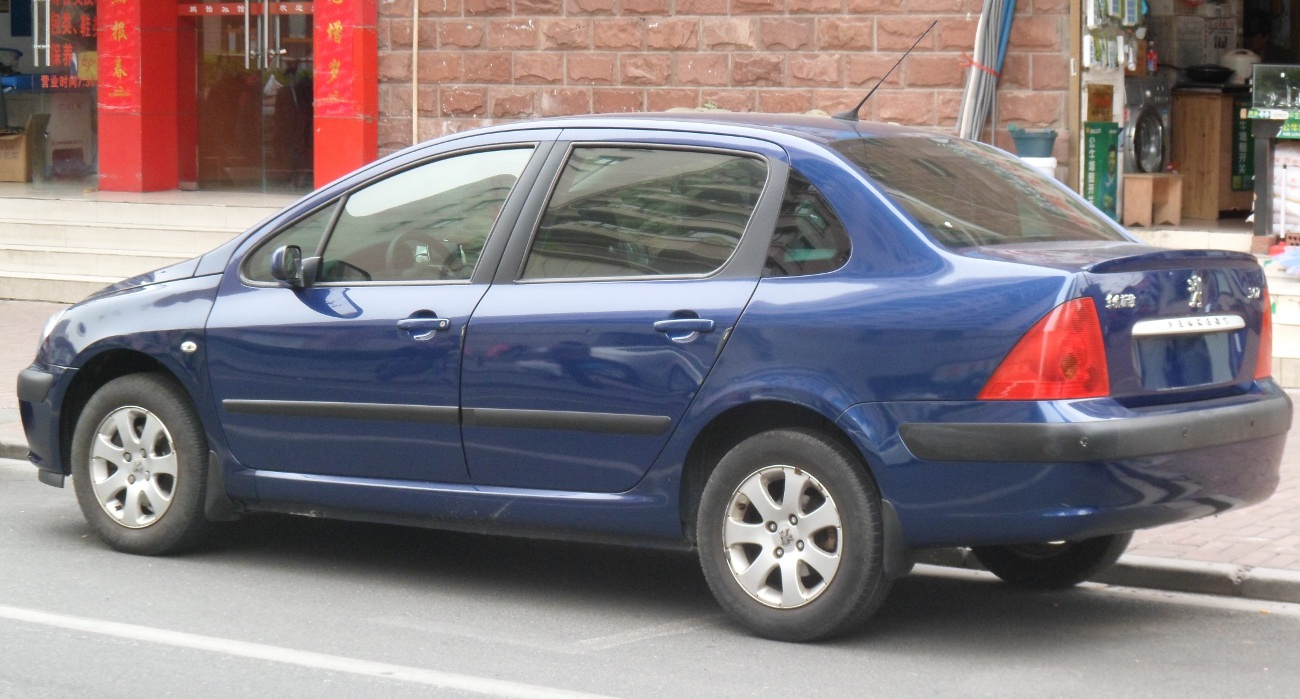
Peugeot 307 Sedan

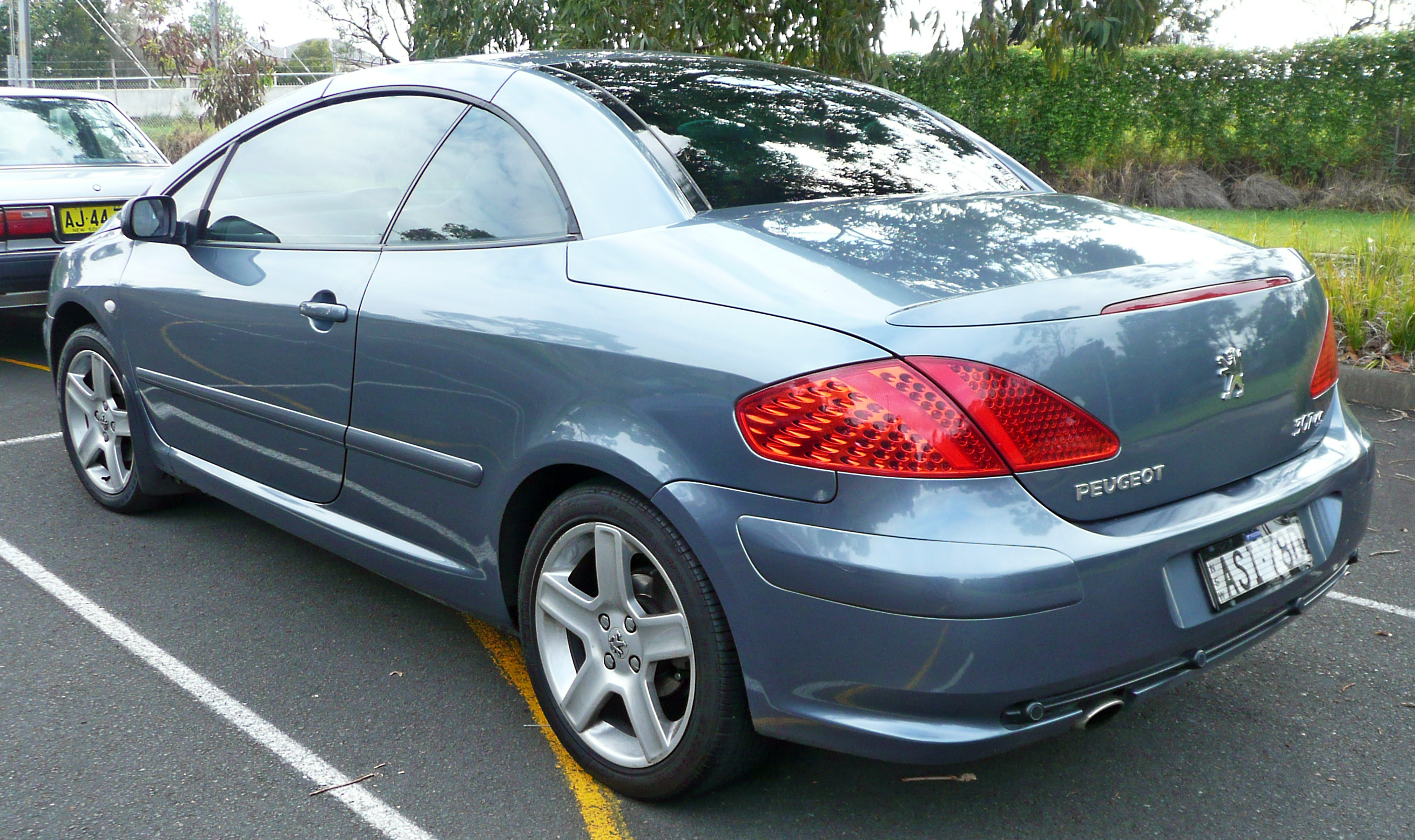
Peugeot 307 CC

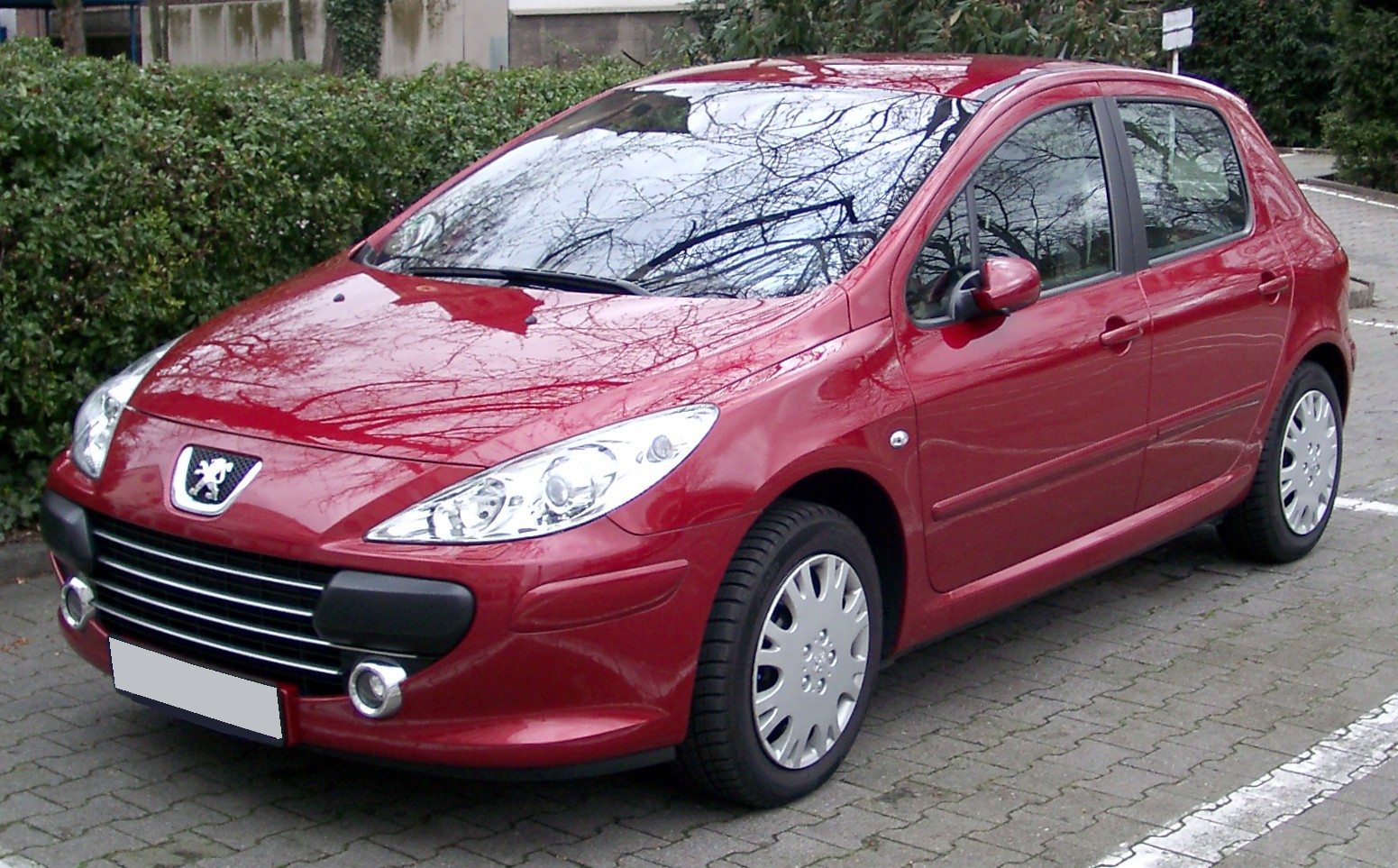
Peugeot 307 po liftingu

Auto pojawiło się na rynku w 2001 roku i zostało uznane za Samochód Roku 2002 (European Car of the Year).
W 2002 roku zaprezentowano wersję kombi zwaną Break oraz lepiej wyposażoną wersję SW ze szklanym dachem, trzema oddzielnymi i wyjmowanymi fotelami w drugim rzędzie. Wersja SW była rejestrowana na 7 miejsc z opcjonalnymi dwoma wyjmowanymi fotelami w trzecim rzędzie, pozwalającymi zrobić z niej prawdziwego minivana. Wersja SW posiadała srebrne klamki i relingi dachowe, a wersja kombi klamki w kolorze nadwozia i czarne relingi. Peugeot 307 SW mógł mieć też mocniejszy silnik benzynowy 2.0 l, 138 KM niedostępny dla wersji kombi. Zarówno Peugeot 307 kombi jak i SW mają o 100 mm większy rozstaw osi od pozostałych wersji.
W 2003 roku pojawił się Peugeot 307 CC, czyli wersja cabrio-coupe ze składanym, dzielonym sztywnym dachem, chowanym pod pokrywą bagażnika. Z tyłu model ten wyróżnia się lampami z diodami LED. 
Dwa lata później model (w tym 307 CC) został poddany faceliftingowi (zmieniony przedni zderzak, kształt maski, błotników przednich, lamp z przodu i z tyłu oraz zmieniono elektronikę i jej sterowanie). W wyposażeniu wewnętrznym zubożono liczbę dostępnych kolorów obić tapicerskich i kolorów deski, dodano nowy system nagłośnienia z odtwarzaczem Bluetooth za dopłatą. Istniała możliwość zamówienia za dopłatą systemu ESP, reflektorów ksenonowych i czujników parkowania.
W 2007 roku Peugeot wykrył usterkę polegającą na możliwości przedostania się zasolonej wody do systemu ABS, co grozi zwarciem instalacji elektrycznej i pożarem auta. Ogłoszono akcję serwisową.

### Peugeot 307 CC
Po udanym debiucie i sukcesie mniejszego modelu 206 CC, Peugeot zdecydował się na wdrożenie do produkcji modelu 307 CC. Model ten, podobnie jak mniejszy 206, posiada sztywny składany dach.
Pod maską 307 CC montowane były cztery silniki. Pierwszy z nich znany już z 206, 307, 406 czy też 807 ma pojemność 1997 cm³ i rozwija moc 138 KM przy 6000 obr./min. Silnik ten dysponuje maksymalnym momentem obrotowym na poziomie 190 Nm osiąganym przy 4100 obr./min. Może on zostać połączony z 5-stopniową manualną skrzynią biegów lub z 4-biegowym automatem. W pierwszej konfiguracji jednostka ta pozwala na rozpędzenie 307 do 207 km/h oraz na dojście do setki w 10,3 sek. Automat zmniejsza możliwości do 204 km/h maksymalnej prędkości i potrzebuje aż 12 s na osiągnięcie 100 km/h. W późniejszym okresie moc tego silnika została zwiększona do 140 KM, a maksymalny moment obrotowy do 200 Nm. Oferowany był także silnik o tej samej pojemności, ale mocy wynoszącej 177 KM.
Później do oferty dołączyła najsłabsza jednostka Diesla o pojemności 1,6 l i mocy 109 KM oraz silnik Diesla 2.0 HDI o mocy 136 KM.

### Wersje wyposażeniowe
- XR - wersja podstawowa z 6 poduszkami powietrznymi, systemem ABS, atermicznymi szybami, elektrycznie sterowanymi szybami w przednich drzwiach, systemem wentylacyjnym z filtrem przeciwpyłkowym[4]
- XR Fenomen
- XT - Wersja XT była produkowana od 2002 do 2004 roku.
- XS -  bogatszy wariant wersji podstawowej, dodatkowo wyposażony w boczne poduszki i kurtyny powietrzne, fabryczne radio, światła przeciwmgielne oraz podgrzewane lusterka boczne[5]. Produkowany w latach 2001 do 2005.[6]
- XS Class
- Mistral
- Oxygene - Produkowany w 2006 roku[7].
- PRESENCE
- Trendy
- Premium
- Sporty
- Intense
- Rugby Edition[8]

Standardowo pojazdy wyposażono w ABS, poduszki powietrzne, wspomaganie kierownicy, radio z co najmniej 4 głośnikami (2-drożny przód), elektrycznie regulowane szyby przednie. Bogatsze wersje pojazdu seryjnie wyposażano m.in. w skórzaną tapicerkę, system audio JBL z subwooferem (tylko dla wersji CC), system kontroli trakcji  elektrycznie podgrzewane fotele oraz szklany panoramiczny dach.